# Малиевиебамани
Малиевиебамани (Малевиебамани) — царь Куша (Нубия) в 463—435 годах до н. э.

## Биография
Матерью Малиевиебамани, вероятно, была царица Сака-айе, а отцом — Насахма или Сиаспика.
Аманинетеиерике и Баскакерен, как полагают, являются сыновьями Малиевиебамани.
Малиевиебамани унаследовал трон Куша после Насахмы, а его преемником стал Талакамани, который мог быть его сыном или младшим братом.
Во время правления Малиевиебамани в Нури похоронили царицу по имени Акрасан. Кем она приходилась царю, не известно.
Имя Малиевиебамани известно из пирамиды в Нури, в которой 16 раз упоминается его имя. Похоронен в Нури (пирамида № 11). Именем Малиевиебамани надписаны гранитный алтарь возле горы Джебель-Баркал, а также некоторые блоки из Санама, которые, вероятно, предназначались для храмового строительства.
С Малиевиебамани заканчивается период нубийской истории, о властителях которого известно крайне мало. Следующие властители вновь оставляют после себя большое количество монументов.